# Incidente dell'Antonov An-26 di Air Kasai del 2005
Il 9 settembre 2005, un Antonov An-26B di Air Kasai si schiantò nella Repubblica del Congo a nord di Brazzaville, uccidendo tutte le 13 persone a bordo.

## L'incidente
L'Antonov An-26B 9Q-CFD stava operando una rotta interna nella Repubblica Democratica del Congo da Kinshasa all'aeroporto di Boende a Boende il 9 settembre 2005. La sua rotta lo portò sopra la vicina Repubblica del Congo, dove verso le 15:45 ora locale si schiantò circa 50 km (31 miglia) a nord di Brazzaville. Tutte le 13 persone a bordo (quattro membri dell'equipaggio e nove passeggeri) morirono nello schianto.

## L'aereo
L'aereo era un Antonov An-26B bimotore, numero di serie del produttore 10605 o 12901 (le fonti differiscono). Aveva volato per la prima volta nel 1983 ed era stato registrato come 9Q-CFD.